# Semien Gondar
La zone Semien Gondar (ou Nord Gondar) est l'une des dix zones de la région Amhara en Éthiopie. Sa plus grande ville est Gondar.

## Woredas
La zone était [Quand ?] composée de seize woredas. Elle est composée de 21 woredas au recensement de 2007 du fait de plusieurs scissions :
- Addi Arkay : séparé de Tselemti,
- Alefa : séparé de Takusa,
- Belessa : partagé entre Mirab Belessa et Misraq Belessa,
- Beyeda,
- Chilga,
- Dabat,
- Debarq,
- Dembiya,
- Gondar,
- Gondar Zuria,
- Jan Amora,
- Lay Armachiho,
- Metemma,
- Qwara,
- Sanja : partagé entre Mirab Armachiho, Tach Armachiho et Tegeda,
- Wegera.

## Démographie
D'après le recensement national de 2007 réalisé par l'Agence centrale de la statistique (Éthiopie), la zone compte 2 929 628 habitants et 84 % de la population est rurale.
Avec une superficie de 45 944,63 km2[réf. souhaitée], la zone a une densité de population de 64 personnes par km2 en 2007.
| Woreda          | Population 2007 | Agglomérations,                         |
| --------------- | --------------- | --------------------------------------- |
| Addi Arkay      | 93 763          | Zarima, Addi Arkay                      |
| Alefa           | 170 491         | Shawra, Dengel Ber, Esey Dibir, Gomenge |
| Beyeda          | 97 492          | Dil Yibza                               |
| Chilga          | 221 462         | Aykel, Seraba, Negade Bahir             |
| Dabat           | 145 509         | Dabat, Weken                            |
| Debarq          | 159 193         | Debarq                                  |
| Dembiya         | 271 053         | Gorgora, Chuahit, Koladiba, Ayimba      |
| Gondar          | 207 044         | Gondar                                  |
| Gondar Zuria    | 191 394         | Maksegnit,, Emfraz, Dagoma              |
| Jan Amora       | 167 757         | Mekane Berhan                           |
| Lay Armachiho   | 157 836         | Tikil Dingay                            |
| Metemma         | 110 252         | Métemma, Kokit, Genda Wuha, Shinfa      |
| Mirab Armachiho | 31 730          | Abderafi, Abrha jara                    |
| Mirab Belessa   | 142 791         | Aribaya                                 |
| Misraq Belessa  | 97 838          | Hamusit, Gohala                         |
| Qwara           | 94 106          | Gelegu, Salya                           |
| Tach Armachiho  | 89 115          | Sanja, Masero Denb                      |
| Takusa          | 129 097         | Delgi                                   |
| Tegeda          | 73 898          | Kerakr                                  |
| Tselemti        | 57 241          |                                         |
| Wegera          | 220 566         | Amba Giorges, Gedebge                   |

Après Gondar qui compte 207 044 habitants au recensement de 2007, les villes les plus importantes de la zone sont Debarq avec 20 839 habitants et Aykel avec 15 127 habitants, suivies par Dabat, Tikil Dingay, Amba Giyorgis, Koladiba (plus de 12 000 habitants) et Maksegnit, Genda Wuha, Abderafi, Métemma (plus de 10 000 habitants).
En 2020, la population de la zone est estimée — par projection des taux de 2007 — à 3 856 607 personnes.

## Galerie

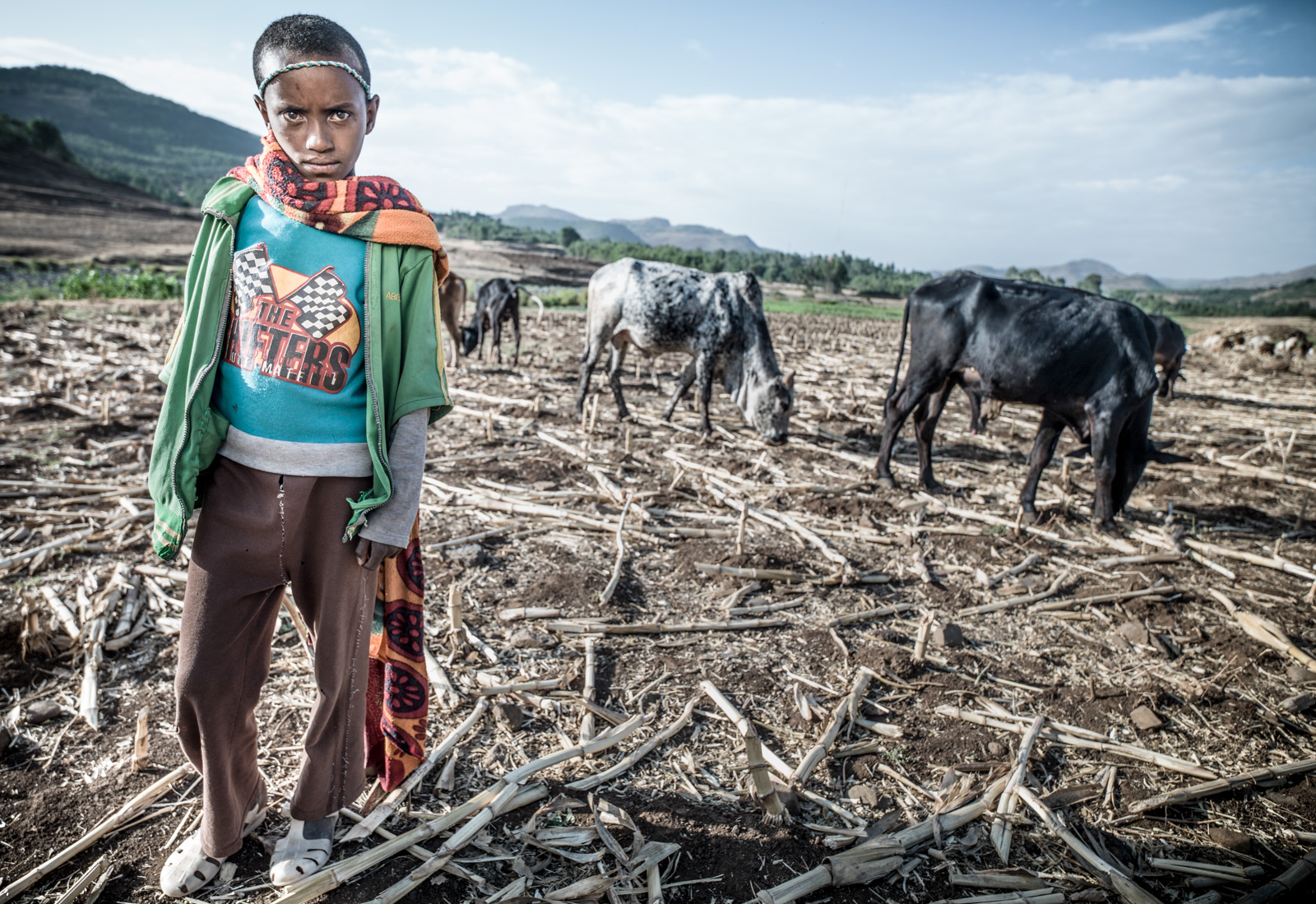
Jeune garçon et son troupeau près de Gondar.
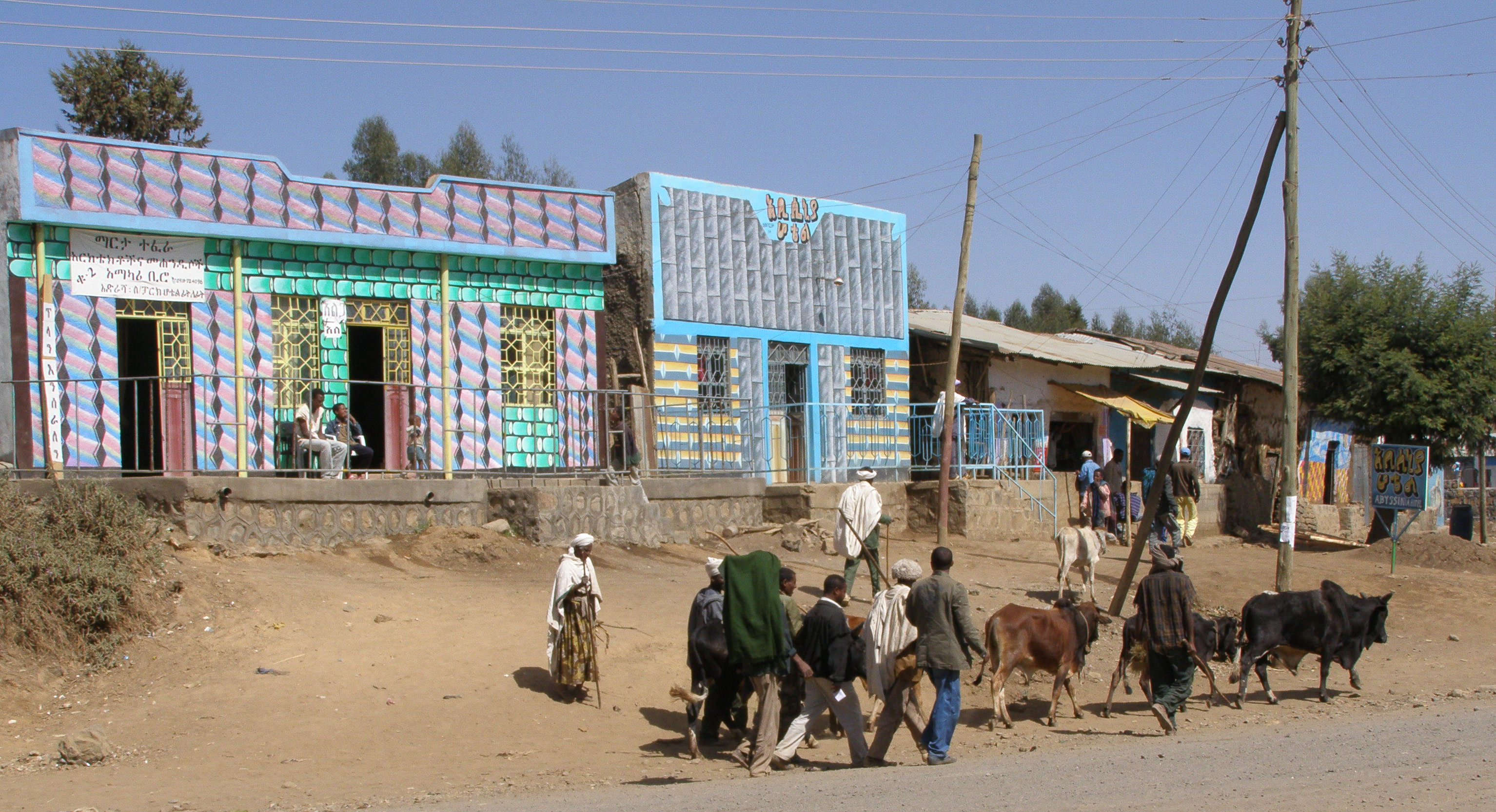
Debarq.
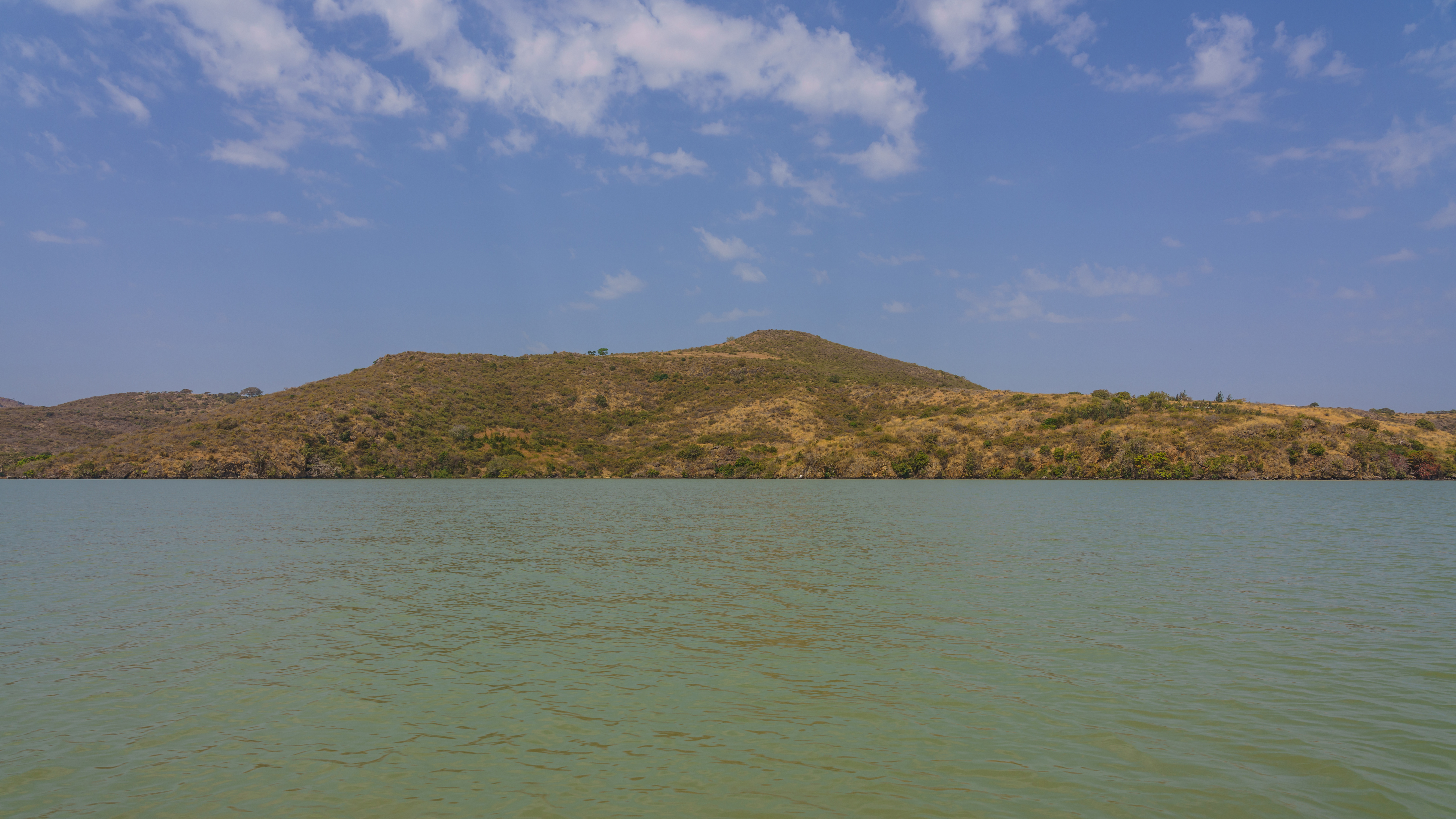
Le lac Tana près de Gorgora.